# Eric Dane
Eric Dane   (San Francisco, 9 de novembre de 1972) és un actor estatunidenc. És conegut principalment per la seva interpretació del personatge de Mark Sloan, de la sèrie Grey's Anatomy. Més endavant va realitzar una altra sèrie exitosa al 2018 realitzant el personatge Cal Jacobs a la sèrie Euphoria. Té dues filles i està divorciat.

## Biografia

### Familiar
La seva mare es deia Leah Dane i dedicava el seu temps a treballar com a ama de casa, tota la seva vida s'ha educat en la religió del judaisme, per això a criat als seus fills amb la seva mateixa religió. El seu pare William Melvin era arquitecte i dissenyador d'interior.

### Personal
L'any 2004 es va casar amb Rebecca Gayheart, una actriu estatunidenca. El 2008 va sofrir un càncer de pell. Van tenir a la seva primera filla el 2010, Billie Beatrice Dane, l'any 2011 van tenir a la seva segona filla, Georgia Dane.
Aquell mateix any va confirmar que tenia un problema amb les drogues per culpa del càncer. El van ingressar a una clínica de rehabilitació a Los Angeles. El 2018, Rebecca Gayheart li va sol·licitar el divorci després de catorze anys de matrimoni. A finals del 2017 va confirmar que havia entrat en un estat de depressió.
Encara que destacava com atleta a l'institut Sequoia High School (Redwood City), va començar a entrar al món de la interpretació participant en el drama d'Arthur Miller "Tots eren els meus fills". Va realitzar diverses obres i finalment es va mudar a Los Angeles el 1993. Dane va debutar en televisió amb la sèrie "Aquells meravellosos anys", participant posteriorment com a artista convidat en altres sèries i en alguns episodis d'"Embruixada (sèrie de televisió)", "The American Embassy".

## Malalties
El 2008 va donar la notícia que se li havia detectat un carcinoma espinocel·lular, un tipus de càncer que es localitza a la cara i la principal causa és l'exposició excessiva als raigs ultraviolats, també anomenat càncer de pell.
Al realitzar-se la neoplàsia va començar a prendre analgèsics que li van portar a una addició. El van ingressar en una clínica de rehabilitació a Los Angeles. Quan va sortir-hi va ser diagnosticat amb una depressió, que va augmentar al saber que ja no participaria a la sèrie que el va destacar, Grey's Anatomy.

## Carrera
La seva carrera com a actor va començar entre el 1990 i el 1993. La primera aparició que va tenir en la televisió va ser en un dels episodis de "salvados por la campana"
Va continuar fent papers com The Wonder Years (1993), Junció a l'honor (1995), Matrimonio con hijos (1995), Crímenes de seda (1996) i Roseanne(1996).
Va estar tres anys sense aparèixer a cap pantalla, fins a l'any 1999 que va participar en un Drama d'esports (The Basket)(3). No va tenir cap paper rellevant fins a l'any 2005 que va aconseguir el paper de Dr. Mark Sloan en Gray's Anatomy.
Durant quatre anys no va aparèixer en cap sèrie nova, fins al 2014 que va realitzar "The Last Ship (sèrie de televisió)" fins al 2018. Més endavant en 2019 li van oferir un paper important per la sèrie Euphoria (sèrie de televisió), amb un personatge destacat. L'any 2021, va ser convidat per a participar en el capítol 10 de la temporada 17 de Grey's Anatomy, tornant a interpretar el seu paper com a Dr. Mark Sloan.

## Premis
Primer premi guanyat el 2006 com a “Best Ensemble, Television” per la sèrie Grey’s Anatomy. Al 2007 va guanyar el premi com a “Outstanding Performance by an Ensemble in a Drama Series” també per la sèrie de Gray's Anatomy.
Va ser nominat al premi “Outstanding Actor - Drama Series” al 2007 per la sèrie Grey’s Anatomy. “Outstanding Performance by an Ensemble in a Drama Series” al 2008 també per la sèrie Grey’s Anatomy. Finalment, va ser nominat com a “Favorite Cable TV Actor” el 2015 per tota la seva carrera com a actor.

## Filmografia

### Cinema
| Nom                    | Personatge realitzat per Eric Dane | Genera                | Any  |
| ---------------------- | ---------------------------------- | --------------------- | ---- |
| Juicio al honor        | Matt                               | Drama                 | 1995 |
| The Basket             | Tom Emery                          | Drama                 | 2000 |
| Sol Gode               | Oberly Dramatic                    | Comedia i amor        | 2003 |
| Helter skelter         | Charles "Tex" Watson               | Acció                 | 2004 |
| Feast: Atrapados       | Hero                               | Acció                 | 2004 |
| Soldado inmortal       | Nick                               | Acció                 | 2005 |
| X-Men: The Last Stand  | Jamie Madrox                       | Acció                 | 2006 |
| La guerra de las bodas | Ben Grandy                         | Drama i comedia       | 2006 |
| Merely & Me            | Sebastian                          | Comedia, amor i drama | 2008 |
| Burlesque              | Marcus                             | Drama                 | 2010 |
| Valentine's Day        | Sean Jackson                       | Comedia               | 2010 |
| Grey lady              | Doyle                              | Suspens               | 2017 |
| The Ravine             | Mitch Bianci                       | Misteri               | 2021 |
| Amor redentor          | Duke                               | Amor                  | 2022 |
| American Carnage       | Eddie                              | Terror                | 2022 |

### Televisió
| Nom                        | Personatge interpretat per Eric Dane | Genera   | Temporades    | Any/s                               |
| -------------------------- | ------------------------------------ | -------- | ------------- | ----------------------------------- |
| Matrimonio con hijos       | Oliver Cole                          | Comèdia  | 11 temporades | 1987 / 1997                         |
| Seduced by madness         | Nick                                 | Drama    | 1 temporada   | 1996                                |
| Crisis Center              | Marck Kelly                          | Drama    | 1 temporada   | 1997                                |
| Embrujadas                 | Jason Dean                           | Drama    | 8 temporades  | 1998 / 2006                         |
| Zoe, Duncan, Jack and Jane | Alec                                 | Comedia  | 2 temporades  | 1999 / 2000                         |
| Gideon's Crossing          | Dr. Wyatt Cooper                     | Drama    | 1 temporada   | 2000 / 2001                         |
| Proyecto Greenlight        | -                                    | Reallity | 4 temporada   | 2001 / 2005                         |
| The American Embassy       | Rob Goodwin                          | Drama    | 1 temporada   | 2002                                |
| Grey's Anatomy             | Dr. Mark Sloan                       | Drama    | 19 temporades | 2005 / 2012 / 2021                  |
| Private Practice           | Dr. Mark Sloan                       | Drama    | 6 temporades  | 2007 / 20013                        |
| The Last Ship              | Tom Chandler                         | Acció    | 5 temporades  | 2014 / 2018                         |
| The fixer                  | Carter                               | Acció    | 1 temporada   | 2015                                |
| Euphoria                   | Cal Jacobs                           | Drama    | 3 temporades  | 2019 / 2022 encara segueix avançant |
| Wireless                   | Officer T.C. Kirschner               | Suspens  | 1 temporada   | des de 2020                         |